# Шуклино (Курская область)
Шуклино́ — деревня в Фатежском районе Курской области. Входит в состав Солдатского сельсовета. Постоянное население — 50 чел. (2010).

## География
Расположена на юго-востоке района, в 19 км к юго-западу от Фатежа на реке Руде. Высота над уровнем моря — 235 м. Ближайшие населённые пункты — деревня Поздняково и хутор Морозов.
Климат
Шуклино, как и весь район, расположено в поясе умеренно континентального климата с тёплым летом и относительно тёплой зимой (Dfb в классификации Кёппена).
| Показатель                                                                     | Янв. | Фев. | Март | Апр. | Май  | Июнь | Июль | Авг. | Сен. | Окт. | Нояб. | Дек. | Год  |
| ------------------------------------------------------------------------------ | ---- | ---- | ---- | ---- | ---- | ---- | ---- | ---- | ---- | ---- | ----- | ---- | ---- |
| Средний суточный максимум, °C                                                  | −4,3 | −3,4 | 2,4  | 12,7 | 19   | 22,3 | 24,9 | 24,2 | 17,8 | 10,2 | 3,1   | −1,4 | 10,6 |
| Средняя температура, °C                                                        | −6,3 | −5,8 | −1   | 8    | 14,5 | 18,1 | 20,7 | 19,7 | 13,7 | 7    | 1     | −3,3 | 7,2  |
| Средний суточный минимум, °C                                                   | −8,7 | −8,7 | −4,9 | 2,6  | 9    | 12,9 | 15,7 | 14,7 | 9,6  | 3,9  | −1,3  | −5,4 | 3,3  |
| Норма осадков, мм                                                              | 52   | 45   | 47   | 51   | 62   | 73   | 77   | 57   | 60   | 60   | 48    | 50   | 682  |
| Источник: Погода по месяцам c ru.climate-data.org(дата обращения: Ноябрь 2021) |      |      |      |      |      |      |      |      |      |      |       |      |      |

Часовой пояс
Деревня Шуклино, как и вся Курская область, находится в часовой зоне МСК (московское время). Смещение применяемого времени относительно UTC составляет +3:00.

## История

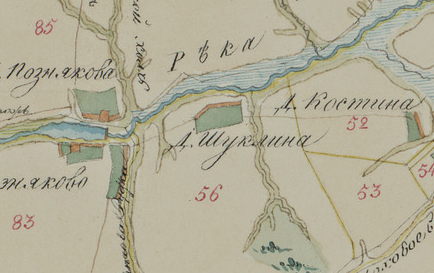
Шуклино на карте 1785 года

Деревня получила название по фамилии первопоселенцев — служилых людей Шуклиных, переведённых в начале XVIII века в разряд однодворцев. Также одними из первых жителей деревни были однодворцы Лунёвы и Амелины. Вплоть до начала XVIII века на территории Шуклина, а также в соседних деревень Алисово и Кромская, стояли сторожевые отряды, охранявшие русские земли от набегов ногайцев и крымских татар. Деревня была частью прихода храма Василия Великого села Гнездилово.
По данным 1-й ревизии 1719 года в Шуклино жили однодворцы Шуклины (6 дворов), Лунёвы (4 двора) и Амелины (2 двора) — всего 70 душ мужского пола в 12 дворах. Впоследствии часть деревни Шуклино, населённая Лунёвыми, в некоторых документах выделялась в деревню Лунёвку.
По данным 3-й ревизии 1762 года в Шуклино жили однодворцы Шуклины (10 дворов), Лунёвы (4 двора), Амелины (3 двора), Мезенцевы, Сонины (по 1 двору). Мезенцевы переселились в Шуклино из села Верхние Халчи, Сонины — из деревни Лукьянчиково.
До 1779 года деревня входила в состав Курицкого стана Курского уезда. В 1779—1924 годах в составе Фатежского уезда. В 1783 году в деревне проживало 122 однодворца. В 1862 году в казённой деревне Шуклино был 31 двор, проживало 213 человек (102 мужского пола и 111 женского). В то время Шуклино входило в состав Дмитриевской волости Фатежского уезда. 
По данным земской переписи 1883 года в Шуклино проживали бывшие однодворцы Лунёвы (29 дворов), Шуклины (26 дворов), Амелины (11 дворов), Малаховы (2 двора), Сотниковы (2 двора), Емельяновы (1 двор).
К 1885 году деревня была передана в Сдобниковскую волость. В то время здесь проживало 436 человек, деревня состояла из одной общины. К началу XX века Шуклино было возвращено в состав Дмитриевской волости.
С 1920-х годов до 2010 года деревня была административным центром Шуклинского сельсовета. В 1937 году в деревне было 84 двора. Во время Великой Отечественной войны, с октября 1941 года по февраль 1943 года, находилась в зоне немецко-фашистской оккупации. Ещё в 1920-х годах на территории села образовалось несколько сельскохозяйственных артелей, которые к началу 1960-х годов объединили в колхоз имени Дзержинского (председатели В. И. Евсеенков, А. В. Кореневский). Были введены в строй пекарня, баня, клуб, столовая, гостиница, открыта посадочная площадка для самолета рейса «Курск—Гнездилово». В 1970-х годах хозяйство считалось одним из лучших в районе по производству сельхозпродукции.

## Население
| 1862 | 1905 | 1979 | 1989 | 2002 | 2010 |
| ---- | ---- | ---- | ---- | ---- | ---- |
| 213  | ↗476 | ↘175 | ↘79  | ↘68  | ↘50  |

В 1900 году в деревне проживало 517 человек (269 мужского пола и 248 женского).

## Исторические фамилии
По данным земской переписи 1883 года в Шуклино были наиболее распространены следующие фамилии бывших однодворцев: Амелины (11 дворов), Емельяновы (1 двор), Малаховы (2 двора), Луневы (29 дворов), Сотниковы (2 двора), Шуклины (26 дворов).

## Образование
В деревне действует средняя общеобразовательная школа имени Героя Советского Союза Владимира Павловича Рукавицына, названная в честь уроженца соседнего села Гнездилово. Открыта в 1950 году. Для размещения школы изначально использовался дом дворянина Кагель-Махера, а в 1993 году было построено новое двухэтажное здание. По состоянию на начало 2014 года в школе обучаются 53 учащихся. В деревне 37 домов.

## Транспорт
Шуклино находится в 18 км от автодороги федерального значения М2 «Крым» (Москва — Тула — Орёл — Курск — Белгород — граница с Украиной) как часть европейского маршрута E105, в 16 км от автодороги регионального значения 38К-038 (Фатеж — Дмитриев), в 0,5 км от автодороги межмуниципального значения 38Н-679 (38К-038 — Солдатское — Шуклино), в 24,5 км от ближайшего ж/д остановочного пункта 552 км (линия Навля — Льгов I).
В 158 км от аэропорта имени В. Г. Шухова (недалеко от Белгорода).

## Религия
В Шуклино действует приход православного храма Василия Великого.

## Памятники архитектуры
Объект культурного наследия № 4600787000
Православный храм Василия Великого. Состояние объекта — неудовлетворительное.